# Вибо 9
Вибо 9 (фр. Wibault 9) је француски ловачки авион. Први лет авиона је извршен 1926. године. 

Није ушао у производњу због недовољно побољшаних летних особина у односу на Вибо 7.
Највећа брзина у хоризонталном лету је износила 232 km/h. Размах крила је био 10,95 метара, а дужина 8,20 метара. Био је наоружан са два 7,7 mm митраљеза Викерс.

## Наоружање
| Наоружање авиона: Вибо 9       |     |
| Ватрено (стрељачко) наоружање  |     |
| Топ                            |     |
| Митраљез                       |     |
| Број и ознака митраљеза        | 2   |
| Калибар                        | 7,7 |
| Бомбардерско наоружање (бомбе) |     |
| Ракетно наоружање (ракете)     |     |